# Anna Karnauch
Anna Olegovna Karnauch (in russo Анна Олеговна Карнаух?; Kiriši, 31 agosto 1993) è una pallanuotista russa vincitrice di una medaglia di bronzo alle Olimpiadi di Rio de Janeiro 2016.

## Palmarès
- Giochi olimpici

Rio de Janeiro 2016: bronzo.
- Mondiali

Shanghai 2011: bronzo.
Budapest 2017: bronzo.
- Coppa del Mondo

Surgut 2018: argento.
- World League

Pechino 2013: argento.
Shanghai 2017: bronzo.
Kunshan 2018: bronzo.
Budapest 2019: bronzo.
- Europa Cup

Pontevedra 2018: argento.
Torino 2019: argento.
- Universiadi

Kazan' 2013: oro.